# Ferrièra de Sant Mari
Ferrières-Saint-Mary és un municipi francès situat al departament de Cantal i a la regió d'Alvèrnia-Roine-Alps. L'any 2007 tenia 250 habitants.

## Demografia

### Població
El 2007 la població de fet de Ferrières-Saint-Mary era de 250 persones. Hi havia 113 famílies de les quals 43 eren unipersonals (16 homes vivint sols i 27 dones vivint soles), 31 parelles sense fills, 27 parelles amb fills i 12 famílies monoparentals amb fills.
La població ha evolucionat segons el següent gràfic:
Habitants censats

### Habitatges
El 2007 hi havia 241 habitatges, 118 eren l'habitatge principal de la família, 98 eren segones residències i 25 estaven desocupats. 237 eren cases i 4 eren apartaments. Dels 118 habitatges principals, 94 estaven ocupats pels seus propietaris, 16 estaven llogats i ocupats pels llogaters i 8 estaven cedits a títol gratuït; 1 tenia una cambra, 7 en tenien dues, 16 en tenien tres, 24 en tenien quatre i 71 en tenien cinc o més. 76 habitatges disposaven pel capbaix d'una plaça de pàrquing. A 71 habitatges hi havia un automòbil i a 24 n'hi havia dos o més.

### Piràmide de població
La piràmide de població per edats i sexe el 2009 era:
| Homes | Edats   | Dones |
| ----- | ------- | ----- |
| 0     | 95 o +  | 0     |
| 4     | 90 a 94 | 0     |
| 4     | 85 a 89 | 8     |
| 0     | 80 a 84 | 16    |
| 4     | 75 a 79 | 16    |
| 16    | 70 a 74 | 12    |
| 16    | 65 a 69 | 16    |
| 8     | 60 a 64 | 12    |
| 4     | 55 a 59 | 8     |
| 16    | 50 a 54 | 8     |
| 20    | 45 a 49 | 4     |
| 8     | 40 a 44 | 12    |
| 4     | 35 a 39 | 4     |
| 8     | 30 a 34 | 4     |
| 0     | 25 a 29 | 0     |
| 0     | 20 a 24 | 0     |
| 12    | 15 a 19 | 0     |
| 8     | 10 a 14 | 12    |
| 8     | 5 a 9   | 12    |
| 4     | 0 a 4   | 4     |

## Economia
El 2007 la població en edat de treballar era de 138 persones, 92 eren actives i 46 eren inactives. De les 92 persones actives 86 estaven ocupades (53 homes i 33 dones) i 6 estaven aturades (1 home i 5 dones). De les 46 persones inactives 15 estaven jubilades, 18 estaven estudiant i 13 estaven classificades com a «altres inactius».

### Ingressos
El 2009 a Ferrières-Saint-Mary hi havia 122 unitats fiscals que integraven 257 persones, la mediana anual d'ingressos fiscals per persona era de 11.880 €.

### Activitats econòmiques
Dels 18 establiments que hi havia el 2007, 1 era d'una empresa alimentària, 1 d'una empresa de fabricació de material elèctric, 1 d'una empresa de fabricació d'altres productes industrials, 2 d'empreses de construcció, 6 d'empreses de comerç i reparació d'automòbils, 1 d'una empresa de transport, 2 d'empreses d'hostatgeria i restauració i 4 d'empreses immobiliàries.
Dels 4 establiments de servei als particulars que hi havia el 2009, 1 era una oficina de correu i 3 fusteries.
Dels 2 establiments comercials que hi havia el 2009, 1 era una botiga de menys de 120 m² i 1 una fleca.
L'any 2000 a Ferrières-Saint-Mary hi havia 25 explotacions agrícoles que ocupaven un total de 1.220 hectàrees.

## Equipaments sanitaris i escolars
El 2009 hi havia una escola elemental.

## Poblacions més properes
El següent diagrama mostra les poblacions més properes.